# Хайнрих фон Блуменек
Хайнрих фон Блуменек (на немски: Heinrich von Blumeneck; † сл. 17 октомври 1363) е благородник от род Блуменек от Шварцвалд в Баден-Вюртемберг.
Фамилията Блуменек построява ок. 1280 г. резиденцията си замък Блумберг, който през Тридесетгодишната война е разрушен от французите на 4 май 1644 г.

## Фамилия
Хайнрих фон Блуменек се жени сл. 1352 г. за Клемента фон Юзенберг († сл. 1352), вдовица на граф Ото I фон Тирщайн († 1347/1352), дъщеря на Буркард IV фон Юзенберг († 1336) и втората му съпруга Лугарт фон Геролдсек, дъщеря на Херман II фон Геролдсек, фогт на Ортенау († 1298) и Ута фон Тюбинген († сл. 1302), дъщеря на граф Рудолф I фон Тюбинген-Херенберг († 1277) и графиня Аделхайд фон Еберщайн-Сайн († сл. 1277). Бракът е бездетен.